# Lawrence Ferlinghetti
Lawrence Ferlinghetti (født 24. marts 1919 i Yonkers i New York, død 22. februar 2021) var amerikansk digter og mest kendt som medejer af City Lights Bookstore boghandel og forlag, som udgav de tidlige værker fra beatgenerationen, bl.a. af Allen Ginsberg og Jack Kerouac.
Ferlinghetti blev født af italiensk-portugisisk-sefardiske immigranter i New York. Under 2. verdenskrig gjorde han tjeneste som officer i flåden. Efter krigen blev han uddannet ved Columbia University og Sorbonne i Paris. I Paris mødte han Kenneth Rexroth, som senere overtalte ham til at tage til San Francisco for at opleve det gryende litterære miljø dér. Fra 1951 til 1953 underviste han i fransk, skrev litteraturkritik og malede.
I 1953 åbnede Ferlinghetti sammen med Peter D. Martin en boghandel, som de kaldte City Lights efter et filmtidsskrift, som Martin havde startet. To år senere, efter at Martin var rejst til New York, startede Ferlinghetti et forlag med speciale i lyrik. Den mest berømte udgivelse var Howl af Allen Ginsberg. Digtet blev i første omgang beslaglagt af myndighederne og var genstand for en skelsættende retssag.
Ferlinghetti havde en hytte ved havet i Big Sur. Han var glad for naturen og udviste en frisindet åndelighed fyldt med venlighed. Dette træk i hans personlighed gjorde ham venner med amerikanske udøvere af buddhismen, bl.a. Ginsberg og Gary Snyder. Politisk har han beskrevet sig selv som en anarkist inderst inde, der har måttet indse, at menneskeheden endnu ikke er parat til at leve under anarkismen; som en konsekvens gik han ind for en slags socialdemokrati efter skandinavisk forbillede.
Ferlinghettis bedst kendte digtsamling er Coney Island of the Mind, som er oversat til ni sprog. Foruden at skrive og udgive digte og drive en boghandel malede Ferlinghetti, og hans værker har været udstillet i gallerier og museer.
Ferlinghettis lyrik afspejler ofte hans syn på tidens politiske og sociale problemstillinger, og han udfordrede den gængse forestilling om kunstnerens rolle i verden.